# ایکس گیمز
ایکس گیمز مجموعه‌ای از ورزش مخاطره‌آمیز است که توسط شرکت ای‌اس‌پی‌ان تأسیس شده است. در اواخر سال ۲۰۲۲، ای‌اس‌پی‌ان این دارایی دیرینه را به شرکت سرمایه‌گذاری خصوصی اِم‌اِس‌پی اسپورتز، که توسط جمشید جهم نجفی و جف موراد تأسیس شده است، فروخت.
ایکس گیمز در سرتاسر جهان برگزار می‌شود و معمولاً شامل ورزش‌هایی مانند اسکیت‌بردینگ، دوچرخه‌سواری بی‌ام‌اکس، فری‌استایل موتورکراس، اسکی و اسنوبردسواری است. شرکت‌کنندگان برای کسب مدال‌های برنز، نقره و طلا و همچنین جایزه نقدی به رقابت می‌پردازند. رویداد ایکس گیمز شامل عناصری از موسیقی و رویدادهای فرهنگی مختلفی مانند اجراهای زنده موسیقی، جلسات امضا با ورزشکاران، و نمایشگاه‌های تعاملی و خانوادگی است.
اولین ایکس گیمز در تابستان ۱۹۹۵ در سه شهر پراویدنس و نیوپورت در رود آیلند برگزار شد.
ایکس گیمز به دلیل حامیان بزرگ و نامدار، ورزشکاران سطح بالا و حضور دائمی هواداران، توجه رسانه‌ها را به خود جلب کرده است. به گفته مجله مدیریت ورزشی (۲۰۰۶)، نسل ایکس و نسل هزاره دو گروه جمعیتی هستند که بیشترین اهمیت را برای بازاریابان دارند. این موضوع باعث می‌شود رویکرد بازاریابی به سمت این گروه خاص بسیار «خلاقانه» باشد، که به همین دلیل چشم‌انداز بازاریابی و اقتصادی ایکس گیمز بسیار متفاوت است. طبق گزارش ای‌اس‌پی‌ان در سال ۲۰۰۸، در سال ۱۹۹۷، اولین سال برگزاری ایکس گیمز زمستانی، ۳۸٬۰۰۰ تماشاگر در این رویداد چهار روزه حضور داشتند. در سال ۱۹۹۸، تعداد تماشاگران به ۲۵٬۰۰۰ نفر کاهش یافت. اما تنها دو سال بعد، رکورد ۸۳٬۵۰۰ نفر برای حضور در اولین ایکس گیمز زمستانی در سواحل شرقی ثبت شد.
به عنوان بخشی از ایکس گیمز، اجراهای مختلفی توسط گروه‌های راک در طول سال‌ها برگزار شده است و همچنین دی‌جی در تمامی رویدادها حضور دارد. ایکس گیمز از زمان تأسیس خود به برگزاری رویدادهای دوستدار محیط زیست توجه ویژه‌ای داشته است. این اقدامات شامل استفاده از سوخت بایودیزل در وسایل نقلیه و سازماندهی کمپین‌های بازیافت می‌شود.

## رویدادهای زمستانی ایکس گیمز
ایکس گیمز آسپن ۲۰۰۲ اولین باری بود که یک رویداد ایکس گیمز به صورت زنده تلویزیونی پخش شد و همچنین تحت پوشش برنامه خبری اصلی ای‌اس‌پی‌ان، روزنامه اسپورت سنتر قرار گرفت. تعداد بینندگان در سه شبکه‌ای که پوشش‌دهنده این رویداد بودند که شامل شبکه‌های اِی‌بی‌سی اسپورتز، ای‌اس‌پی‌ان و ای‌اس‌پی‌ان۲ بودند، نسبت به میانگین خانوارهای سال ۲۰۰۱، ۳۰ درصد افزایش یافت این آمار بر اساس داده‌های تحقیقات رسانه‌ای نیلسن به‌دست آماده است.
این رویداد همچنین در چندین دسته جمعیتی به رکوردهای جدیدی دست یافت. برای جلب بیشتر مخاطبان در پوشش زنده، برای اولین بار، رقابت‌های شبانه نیز اضافه شدند که منجر به رکورد حضور در مکان مسابقات شد. این رویداد شبانه در کلرادو برگزار شد.
سال ۲۰۰۲ اولین بار بود که ایکس گیمز در آسپن در کوه باترمیلک برگزار شد. از آن زمان، ایکس گیمز هر زمستان در آسپن برگزار شده است. همچنین در سال ۲۰۰۲، ای‌اس‌پی‌ان از تأسیس مسابقات جهانی ایکس گیمز خبر داد. این مسابقات جهانی شامل دو مکان متمایز بود که به‌طور همزمان میزبان رقابت‌های ورزش‌های مخاطره‌آمیز تابستانی و زمستانی بودند. این مسابقات شامل شش گروه از برترین ورزشکاران جهان بود که بر اساس منطقه جغرافیایی خود گروه‌بندی شده بودند تا در رویداد چهار روزه شرکت کنند. ورزش‌های زمستانی در پیست ویسلر بلک‌کام در بریتیش کلمبیا برگزار شد و شامل اسنوبردسواری و اسکی بود.
اولین ایکس گیمز زمستانی در سال ۱۹۹۷ در پیست اسکی سویت اسنو در بیگ بیر لیک، کالیفرنیا برگزار شد. در دو سال بعد، ایکس گیمز در استراحتگاه کوهستانی کرستد بوت در کلرادو برگزار شد. در دو سال بعدی، منطقه ماونت سنو میزبان ایکس گیمز بود.
در طول ایکس گیمز آسپن ۲۰۱۵، ای‌اس‌پی‌ان از پهپادهای دوربین‌دار برای ضبط نمای هوایی از اجراهای ورزشکاران استفاده کرد. این اولین بار بود که ای‌اس‌پی‌ان از چنین فناوری استفاده می‌کرد.

## گسترش جهانی
در مه ۲۰۰۳، ایکس گیمز مسابقات جهانی خود را برگزار کرد، یک رویداد ویژه که در آن ورزشکاران از پنج قاره در ۱۱ رشته مختلف به رقابت پرداختند. این رویداد در دو مکان برگزار شد که شامل آلامودوم در سن آنتونیو، تگزاس و ویسلر، بریتیش کلمبیا بودند.
در مه ۲۰۱۱، ای‌اس‌پی‌ان مزایده‌ای برای انتخاب سه شهر میزبان به‌علاوه لس‌آنجلس، آسپن و تیگنس فرانسه برگزار کرد تا تقویم شش رویداد برای سه سال آینده از سال ۲۰۱۳ را تنظیم کند. در مه ۲۰۱۲، شهرهای منتخب اعلام شدند. بارسلونا از اسپانیا؛ مونیخ از آلمان؛ و فوز دو لوآچو از برزیل برای برگزاری این رویداد انتخاب شدند. دو شهر اروپایی بارسلونا و مونیخ در گذشته میزبان بازی‌های المپیک تابستانی بوده‌اند، در حالی که برزیل تنها میزبان چند دوره از مسابقات ایکس گیمز بود. از سال ۲۰۱۰، ایکس گیمز زمستانیِ اروپا برای اولین بار در تیگنس برگزار شد و از سال ۲۰۱۶ نیز در نروژ این رویداد به صورت مرتب برگزار شده است. یک دوره نیز این رویداد در سیدنی، استرالیا در سال ۲۰۱۸ برگزار شد و رویدادهای زمستانی و تابستانی نیز برای سال‌های ۲۰۱۹ و ۲۰۲۰ در چین و پس از آن دوباره در نروژ برگزار شدند.
ایکس گیمز در آسیا از سال ۱۹۹۸ به‌طور سالانه برگزار می‌شود. نوع خاصی از این مسابقات با نام ایکس گیمز چیبا، برای اولین دوره در ژاپن برگزار شد و این سبک از مسابقات در سال ۲۰۲۲ معرفی شد.